# Kolk, Zagorje ob Savi
Kolk je naselje v Občini Zagorje ob Savi.